# 石湖荡镇
石湖荡镇，是中华人民共和国上海市松江區下辖的一个乡镇级行政单位。面积44.28平方公里。户籍人口2.70万人（2008）。

## 行政区划
石湖荡镇下辖以下居委会及村委会：
古松社区、塔汇社区、新姚村、泖新村、新源村、洙桥村、东夏村、东港村、金汇村、金胜村、张庄村、东渔村和新中村。